# فرودگاه کرنفیلد

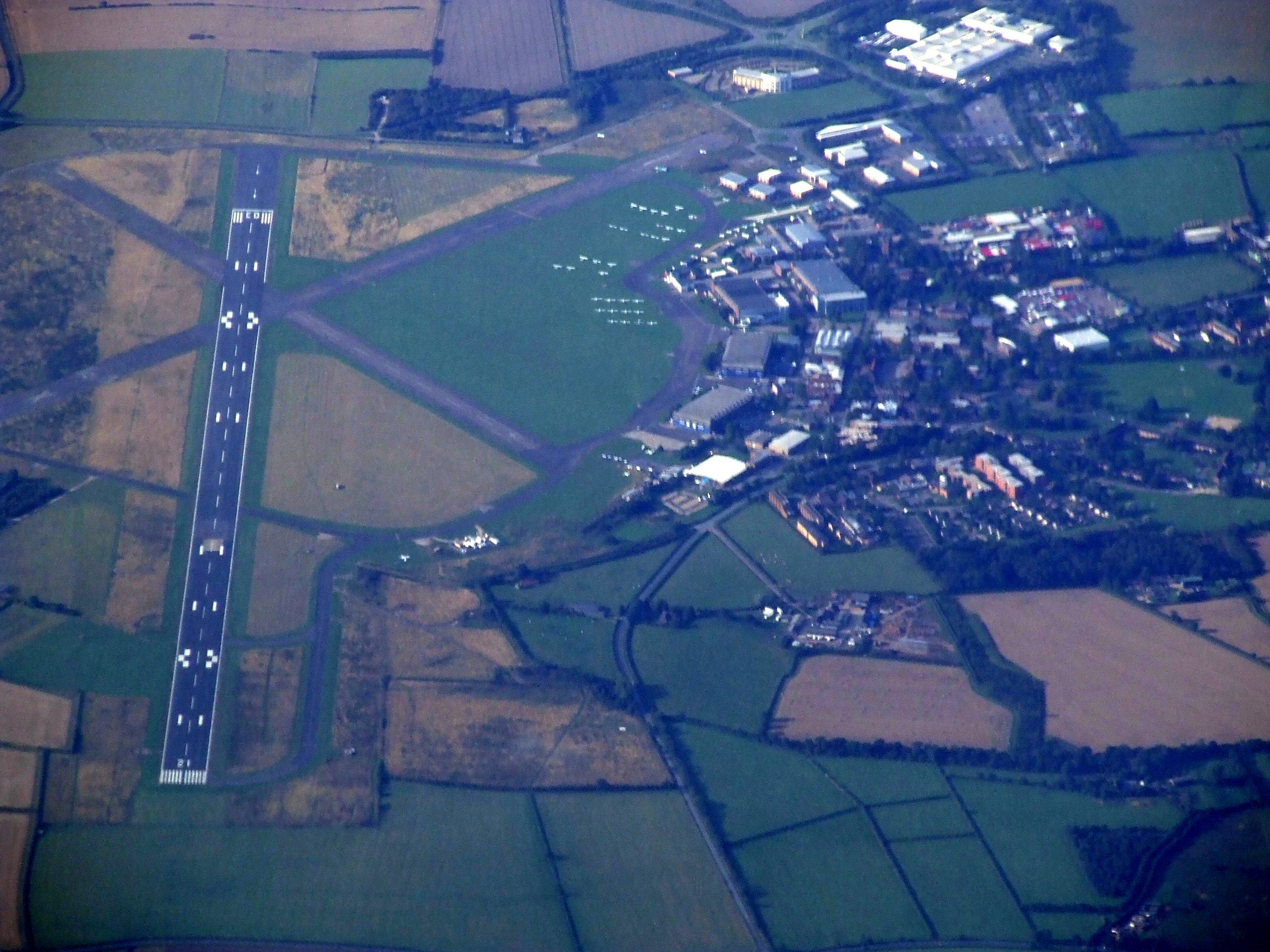
نمای هوایی از فرودگاه کرنفیلد

فرودگاه کرنفیلد (به انگلیسی: Cranfield Airport) یک فرودگاه خصوصی و همگانی است که یک باند فرود آسفالت دارد و طول باند آن ۱۷۹۹ متر است. این فرودگاه در کشور انگلستان قرار دارد و در ارتفاع ۱۰۹ متری از سطح دریا واقع شده‌است.